# آرنولد بوکا موتو
آرنولد بوکا موتو (انگلیسی: Arnold Bouka Moutou؛ زادهٔ ۲۸ نوامبر ۱۹۸۸) بازیکن فوتبال اهل فرانسه است.
از باشگاه‌هایی که در آن بازی کرده‌است می‌توان به باشگاه ورزشی آمیان و باشگاه فوتبال آنژه اشاره کرد.
وی همچنین در تیم ملی فوتبال کنگو بازی کرده‌است.